# Elecciones municipales de Coronel Portillo de 1993
Las elecciones municipales de Coronel Portillo de 1993 se llevaron a cabo el 29 de enero de 1993 para elegir al alcalde y al Concejo Provincial de Coronel Portillo para el periodo 1993-1995. La elección se celebró simultáneamente con elecciones municipales en todo el país.

## Sistema electoral
La Municipalidad Provincial de Coronel Portillo es el órgano administrativo y de gobierno de la provincia de Coronel Portillo. Está compuesta por el alcalde y el Concejo Provincial.
La votación del alcalde y el concejo se realiza en base al sufragio universal, que comprende a todos los ciudadanos nacionales mayores de dieciocho años, empadronados y residentes en la provincia de Coronel Portillo y en pleno goce de sus derechos políticos, así como a los ciudadanos no nacionales residentes y empadronados en la provincia de Coronel Portillo.
El Concejo Provincial de Coronel Portillo está compuesto por 19 regidores elegidos por sufragio directo para un período de tres (3) años, en forma conjunta con la elección del alcalde (quien lo preside). La votación es por lista cerrada y bloqueada. Se asigna a cada lista los escaños según el método d'Hondt o la mitad más uno, lo que más le favorezca. Es elegido como alcalde el candidato que ocupe el primer lugar de la lista que haya obtenido la más alta votación.

## Composición del Concejo Provincial de Coronel Portillo
La siguiente tabla muestra la composición del Concejo Provincial de Coronel Portillo antes de las elecciones.
| Partidos | Partidos                | Regidores |
| -------- | ----------------------- | --------- |
|          | Frente Democrático      | 11        |
|          | Partido Aprista Peruano | 4         |
|          | Izquierda Unida         | 4         |

## Partidos y candidatos
A continuación se muestra una lista de los principales partidos y alianzas electorales que participaron en las elecciones:
| Candidatura | Candidatura | Partidos y alianzas | Candidatos | Candidatos                   | Ideología                                                  | Resultado previo | Resultado previo | Ref. |
| Candidatura | Candidatura | Partidos y alianzas | Candidatos | Candidatos                   | Ideología                                                  | Votos (%)        | Reg.             | Ref. |
| ----------- | ----------- | --- | ---------- | ---------------------------- | ---------------------------------------------------------- | ---------------- | ---------------- | ---- |
|             | AP          | Lista - Acción Popular (AP) |            | Melita Ruiz de Padilla       | Humanismo Nacionalismo cívico Reformismo                   | 53.45%           | 7                |      |
|             | Libertad    | Lista - Movimiento Libertad (Libertad) |            | David Sánchez Sutter         | Liberalismo clásico Democracia liberal Republicanismo      | 53.45%           | 0                |      |
|             | PPC         | Lista - Partido Popular Cristiano (PPC) |            | Marcos Pérez Macedo          | Democracia cristiana Conservadurismo Liberalismo económico | 53.45%           | 4                |      |
|             | APRA        | Lista - Partido Aprista Peruano (APRA) |            | Julio Santa María del Águila | Aprismo                                                    | 21.65%           | 4                |      |
|             | IU          | Lista - Izquierda Unida (IU) – Unión de Izquierda Revolucionaria (UNIR) – Partido Comunista Peruano (PCP) – Frente Obrero Campesino Estudiantil y Popular (FOCEP) |            | Nicky Rodríguez Pontons      | Marxismo-leninismo Mariateguismo Socialismo democrático    | 20.90%           | 4                |      |
|             | PUM         | Lista - Partido Unificado Mariateguista (PUM) |            | Luz Gutiérrez Mendieta       | Mariateguismo Socialismo democrático                       | 20.90%           | 4                |      |
|             | MDI         | Lista - Movimiento Democrático de Izquierda (MDI) |            | Sandrita Nájar Kokally       | Socialismo democrático                                     | Nuevo            | Nuevo            |      |
|             | Frepap      | Lista - Frente Popular Agrícola del Perú (Frepap) |            | Abraham Huamán Peralta       | Israelismo Fundamentalismo cristiano Populismo             | Nuevo            | Nuevo            |      |
|             | IND         | Lista - Lista Independiente Movimiento Independiente Renovador Moralizador                                                                                        |            | Carlos Acho Mego             | Localismo portillano                                       | Nuevo            | Nuevo            |      |
|             | IND         | Lista - Lista Independiente Movimiento Independiente Popular de Ucayali                                                                                           |            | Ricardo Mejía Sifuentes      | Localismo portillano                                       | Nuevo            | Nuevo            |      |

Otros candidatos
| Partidos y alianzas | Partidos y alianzas                                                        | Candidatos                   |
| ------------------- | -------------------------------------------------------------------------- | ---------------------------- |
|                     | Lista Independiente Identificación Regional Ucayalina                      | Alfonso Torres Fernández     |
|                     | Lista Independiente Ucayali en Acción - Quiruma                            | Francisco Flores Quispe      |
|                     | Lista Independiente Movimiento de Integración Solidaridad Obrero Campesino | Pedro Macedo Ríos            |
|                     | Lista Independiente Cambio 93                                              | Francisco Abanto Zamora      |
|                     | Lista Independiente Movimiento Indígena de la Amazonía Peruana             | Mauro Cairuna Urquia         |
|                     | Lista Independiente Organización Política Independiente Resp. Ucayalinas   | Francisco Cavero Arista      |
|                     | Lista Independiente Movimiento Independiente Adelante 93                   | Orlando Sangama Ramírez      |
|                     | Lista Independiente Vecinal Ucayalina                                      | Manuel Zevallos Eyzaguirre   |
|                     | Lista Independiente Movimiento de Integración Regional                     | Francisco Cielo Malpartida   |
|                     | Lista Independiente Consulta Popular                                       | Santiago Corcuera Loren      |
|                     | Lista Independiente Movimiento Independiente Cambio Permanente             | Aquila Katayama Caballero    |
|                     | Lista Independiente Movimiento Independiente Social Cristiano              | Wilson Castillo del Castillo |
|                     | Lista Independiente Nuevo Siglo                                            | Rogelio Inga Cáceres         |
|                     | Lista Independiente Perú 2000                                              | Adolfo Reyna del Águila      |

## Resultados

### Sumario general
|                        |                                                                            |              |              |              |           |           |
| Partidos y coaliciones | Partidos y coaliciones                                                     | Voto popular | Voto popular | Voto popular | Regidores | Regidores |
| Partidos y coaliciones | Partidos y coaliciones                                                     | Votos        | %            | +/−          | Total     | +/−       |
|                        | Acción Popular (AP)                                                        | 12,024       | 22.62        | n/a          | 11        | +4        |
|                        | Lista Independiente Movimiento Independiente Renovador                     | 10,947       | 20.60        | n/a          | 4         | +4        |
|                        | Lista Independiente Vecinal Ucayalina                                      | 9,576        | 18.02        | n/a          | 3         | +3        |
|                        | Movimiento Libertad (Libertad)                                             | 2,664        | 5.01         | n/a          | 1         | +1        |
|                        | Partido Aprista Peruano (APRA)                                             | 2,395        | 4.51         | –17.14       | 0         | –4        |
|                        | Lista Independiente Identificación Regional Ucayalina                      | 1,863        | 3.51         | n/a          | 0         | ±0        |
|                        | Movimiento Democrático de Izquierda (MDI)                                  | 1,710        | 3.22         | Nuevo        | 0         | ±0        |
|                        | Partido Popular Cristiano (PPC)                                            | 1,537        | 2.89         | n/a          | 0         | ±0        |
|                        | Lista Independiente Ucayali en Acción - Quiruma                            | 1,194        | 2.25         | n/a          | 0         | ±0        |
|                        | Lista Independiente Movimiento de Integración Solidaridad Obrero Campesino | 1,101        | 2.07         | n/a          | 0         | ±0        |
|                        | Lista Independiente Cambio 93                                              | 1,098        | 2.07         | n/a          | 0         | ±0        |
|                        | Lista Independiente Movimiento Indígena de la Amazonía Peruana             | 1,097        | 2.06         | n/a          | 0         | ±0        |
|                        | Frente Popular Agrícola del Perú (Frepap)                                  | 1,037        | 1.95         | n/a          | 0         | ±0        |
|                        | Lista Independiente Organización Política Independiente Resp. Ucayalinas   | 913          | 1.72         | n/a          | 0         | ±0        |
|                        | Lista Independiente Movimiento Independiente Adelante 93                   | 814          | 1.53         | n/a          | 0         | ±0        |
|                        | Lista Independiente Vecinal Ucayalina                                      | 794          | 1.49         | n/a          | 0         | ±0        |
|                        | Izquierda Unida (IU)                                                       | 719          | 1.35         | –19.55       | 0         | –4        |
|                        | Lista Independiente Movimiento de Integración Regional                     | 529          | 1.00         | n/a          | 0         | ±0        |
|                        | Lista Independiente Consulta Popular                                       | 271          | 0.51         | n/a          | 0         | ±0        |
|                        | Lista Independiente Movimiento Independiente Cambio Permanente             | 254          | 0.48         | n/a          | 0         | ±0        |
|                        | Partido Unificado Mariateguista (PUM)                                      | 172          | 0.32         | Nuevo        | 0         | ±0        |
|                        | Lista Independiente Movimiento Independiente Social Cristiano              | 162          | 0.30         | n/a          | 0         | ±0        |
|                        | Lista Independiente Nuevo Siglo                                            | 155          | 0.29         | n/a          | 0         | ±0        |
|                        | Lista Independiente Perú 2000                                              | 123          | 0.23         | n/a          | 0         | ±0        |
|                        |                                                                            |              |              |              |           |           |
| Total                  | Total                                                                      | 53,149       |              |              | 19        | ±0        |
|                        |                                                                            |              |              |              |           |           |
| Votos válidos          | Votos válidos                                                              | 53,149       | 78.92        | –21.08       |           |           |
| Votos en blanco        | Votos en blanco                                                            | 2,837        | 4.21         | +4.21        |           |           |
| Votos nulos            | Votos nulos                                                                | 11,356       | 16.86        | +16.86       |           |           |
| Votos emitidos         | Votos emitidos                                                             | 67,342       | 63.55        | +20.66       |           |           |
| Abstenciones           | Abstenciones                                                               | 38,623       | 36.45        | –20.66       |           |           |
| Votantes registrados   | Votantes registrados                                                       | 105,965      |              |              |           |           |
|                        |                                                                            |              |              |              |           |           |
| Fuente:                |                                                                            |              |              |              |           |           |

## Elecciones municipales distritales

### Resultados por distrito
La siguiente tabla enumera el control de los distritos de la provincia de Coronel Portillo. El cambio de mando de una organización política se resalta del color de ese partido.
| Distrito    | Alcalde(sa) titular      | Partido político | Partido político   | Alcalde(sa) electo(a)           | Partido político | Partido político             |
| ----------- | ------------------------ | ---------------- | ------------------ | ------------------------------- | ---------------- | ---------------------------- |
| Campoverde  | Afro Angulo Ríos         |                  | Izquierda Unida    | Afro Angulo Ríos                |                  | Democrático de Izquierda     |
| Iparía      | Gabino Muñoz Rengifo     |                  | Izquierda Unida    | Elías Díaz Hoyos                |                  | Independiente de la Amazonía |
| Masisea     | René Rivas López         |                  | Frente Democrático | Segundo Nájar Muñoz             |                  | Acción Popular               |
| Yarinacocha | Arturo Bardales Carbajal |                  | Frente Democrático | Hermenegildo del Águila Panduro |                  | Partido Aprista Peruano      |